# Shaun Toub
Shaun Toub (Persa: شان طوب; Teerã, 1963) é um ator iraniano de cinema e televisão radicado nos Estados Unidos. Ficou famoso ao atuar no filme Crash - No Limite como o personagem Farhad, além de Rahim Khan em O Caçador de Pipas e Yinsen em Homem de Ferro.

## Biografia
Toub, que é de origem judaica persa, nasceu em Teerã, no Irã e foi criado em Manchester, Inglaterra (sua família deixou o Irã antes da revolução de 1979). Aos 14 anos, mudou-se para a Suíça, e depois de uma estadia de dois anos, ele cruzou o Atlântico para Nashua, New Hampshire para terminar seu último ano do ensino médio. Seu anuário do colégio diz: "O cara mais engraçado na escola e a maior probabilidade de sucesso no mundo do entretenimento." Após dois anos de faculdade em Massachusetts, Shaun foi transferido para a USC.
Shaun é ativo na comunidade judaica iraniana. Através de diversos eventos beneficentes e palestras públicas, ele inspira a comunidade a abraçar as artes, e a melhorar a vida cotidiana. Ele tem sido um receptor da concessão Sefardita no Festival de Cinema de Los Angeles. Toub atualmente reside em Los Angeles.

## Carreira
Através de um encontro casual com um agente de talentos astuto, ele invadiu a cena de Hollywood. Toub recebeu elogios de várias de suas aparições em mais de 100 episódios de televisão, incluindo Seinfeld, The Sopranos, ER, Just Shoot Me!, Sliders, Nash Bridges, JAG, NCIS, The Bold and the Beautiful, Lois & Clark: The New Adventures of Superman, Married... with Children, Lost, Living Single e vários filmes feitos para a televisão. Teve uma participação crucial na 5ª temporada de Grimm, no papel de Conrad Bonaparte, um completo zauberbiest, fundador do grupo revolucionário wesen chamado Black Claw.
Sua filmografia inclui sua atuação memorável em Os Bad Boys de Michael Bay, com Will Smith e Martin Lawrence, Broken Arrow (1996) de John Woo com John Travolta e Christian Slater, Live from Baghdad de Mick Jackson, estrelado por Michael Keaton e Helena Bonham Carter para a HBO, e Path to Paradise com Peter Gallagher, Marcia Gay Harden também para a HBO. Sua performance como Farhad no filme premiado com o Óscar Crash - No Limite de Paul Haggis, um sucesso de crítica e bilheteria, recebeu críticas positivas. Ele fez o papel do pai de Maria, mãe de Jesus em The Nativity Story (2006). Ele também atuou no papel de Rahim Khan em O Caçador de Pipas (2007).
Toub atuou na adaptação de Homem de Ferro como Yinsen, com Robert Downey Jr. no papel do herói. Shaun Toub reprisou seu papel como Yinsen no videogame homônimo e numa participação especial em Homem de Ferro 3.
Seu papel de Iroh em O Último Mestre do Ar, bem como o de Dev Patel (Zuko), foram elogiados pela crítica e o público.

## Filmografia
- 2016 - War Dogs
- 2015 - Unity (Unidade - Documentário)
- 2014 - Stretch
- 2013 - Iron Man 3 (Homem de Ferro 3)
- 2010 - The Last Airbender (O Último Mestre do Ar)
- 2008 - Iron Man (Homem de Ferro)
- 2007 - Charlie Wilson's War (Jogos do Poder) (não creditado)
- 2007 - The Kite Runner (O Caçador de Pipas)
- 2006 - The Nativity Story (Jesus - A História do Nascimento)
- 2004 - Crash (Crash - No Limite)
- 2004 - Land of Plenty (Medo e Obsessão)
- 1999 - Stigmata (Stigmata)
- 1996 - Broken Arrow (filme de 1996) (A Última Ameaça)
- 1996 - Executive Decision (Momento Crítico)
- 1995 - Bad Boys (Os Bad Boys)
- 1993 - Hot Shots! Part Deux (Top Gang 2 - A Missão)
- 2014 - Grimm (Grimm)